# Brinkmanns Kreuz
Das Brinkmanns Kreuz ist ein Wegkreuz aus Holz in Ostbevern beim Hof Beckemeyer und steht seit dem 30. März 2001 unter Denkmalschutz.

## Beschreibung
Es steht an der Straße, die am Hof Vinke (Brock 70), in nördlicher Richtung über die Aa führt, an der Einmündung des Weges, der von Maibaum und Brinkmann herkommt. Das freistehende hohe Holzkreuz mit Titulus und Abdach trägt einen holzgeschnitzten Korpus. Die Zeigefinger der beiden Hände weisen demonstrativ zum Himmel. Am unteren Teil des Längsbalkens ist heute eine Tafel mit folgender Inschrift angebracht:
O Wanderer,

eile nicht zu schnell

vorbei!

Bedenke doch, wer dieses

sei!

Es ist der Herr Jesu

Christ,

der für uns am Kreuz

gestorben ist.

## Geschichte
Der Korpus und der Titulus sind noch original aus dem 19. Jahrhundert. 1948 wurde das Abdach erneuert. Der Grund für die Errichtung ist nicht mehr bekannt. Es gehörte zum Hof „Bertels an der Aa“. Dort heiratete 1888 Johann Brinkmann ein.

## Einzelbelege
1. ↑  Vikar Gr. Vorspohl et al.: Wegkreuze und Bildstöcke im Pfarrbezirk St. Ambrosius Ostbevern, Nr 68